# Antigone de Sokho
Antigone de Sokho (hébreu אנטיגנוס איש סוכו) est un des plus anciens maître de la tradition pharisienne dont le nom ait été préservé. On ne sait presque rien sur lui. La tradition rabbinique n'a conservé de lui aucune décision juridique. Le seul propos rapporté en son nom est une maxime figurant dans le traité Avot de la Mishna :

« Antigone de Sokho reçut [la Torah] de Simon le Juste. Il disait : Ne soyez pas comme des serviteurs qui servent leur maître afin de recevoir une récompense, mais comme des serviteurs qui servent leur maître afin de ne pas recevoir de récompense ; et que la crainte du Ciel soit sur vous »

— Pirke Avot 1.3
L'enseignement d'Antigone indique qu'il faut faire le bien de manière désintéressée mais la portée de cette maxime est assez obscure. Elle semble liée à l'idée qu'il existe un monde à venir et que c'est dans ce monde que se fera la justice divine.
Selon la tradition rabbinique, Antigone de Sokho est un disciple de Simon le Juste, probablement le grand-prêtre Simon II (en), père d'Onias III. Il aurait vécu à la fin du IIIe siècle av. J.-C. et serait plus ou moins contemporain de la révolte des Maccabées. Il a pour élèves Yossé ben Yoezer et Yossé ben Yohanan, les deux premiers sages de la période des Zougot. La place d'Antigone dans la chaîne de transmission de la Torah telle que la rapporte la tradition est un peu particulière car il succède à Simon et est suivi par « les deux Yossé ». Or Simon le Juste est manifestement le grand prêtre et les deux Yossé sont présentés par ailleurs dans la littérature rabbinique comme des prêtres, concernés par les questions de pureté rituelle liées au culte se déroulant dans le Temple de Jérusalem.  Antigone intervient donc dans la chaîne entre des maîtres anciens de tradition sacerdotale, alors que lui-même ne semble pas lié à des intérêts sacerdotaux,.
En dehors du traité Avot, Antigone de Sokho n'est mentionné que dans les Avot deRabbi Nathan, au chapitre 5. Dans ce passage, il est relié à la formation des mouvements sadducéen et boethusien. Antigone lui-même ne joue aucun rôle dans cette histoire. La question traitée par ce passage est celle de la rétribution des actions dans le monde à venir. Deux de ses disciples, Sadoq et Boethus, auraient mal interprété son enseignement et se seraient écartés de la tradition en fondant des mouvements hérétiques. Il n'est pas sûr que ce passage reflète une tradition historique, la composition finale des Avot de Rabbi Nathan pouvant avoir été tardive, à une période où les origines des Sadducéens avaient depuis longtemps été oubliées. Il peut s'agir d'une histoire créée uniquement pour répondre aux difficultés de l’interprétation des paroles d'Antigone. Un passage de la Tossefta Bama Qama indique aussi que les controverses sur la Torah se sont multipliées à partir de l'époque des deux Yosse, les successeurs d'Antigone.